# Fakeł Lwów
Fakeł Lwów (ukr. Міні-футбольний клуб «Факел» Львів, Mini-Futbolnyj Kłub "Fakeł" Lwiw) – ukraiński klub futsalu, mający siedzibę w mieście Lwów. W 1990 występował w pierwszych rozgrywkach mistrzostw Ukraińskiej SRR.

## Historia
Chronologia nazw:
- 1990: Fakeł Lwów (ukr. «Факел» Львів)
- 1992: klub rozwiązano

Klub futsalowy Fakeł Lwów został założony we Lwowie w 1990 roku. Zespół startował w pierwszych mistrzostwach Ukraińskiej SRR w futsalu w 1990 roku. Został brązowym medalistą.
Potem klub z powodów problemów finansowych został rozwiązany.

## Sukcesy

### Trofea międzynarodowe
Nie uczestniczył w rozgrywkach europejskich (stan na 31-05-2019).

### Trofea krajowe
| \| \| Zdobyte trofea w rozgrywkach Ukrainy (stan na: 31-05-2019) \| |                                                            |      |                     |
| Rozgrywki                                                           | Osiągnięcie                                                | Razy | Sezon(y)            |
| · Mistrzostwo                                                       | I miejsce                                                  | 0    |                     |
| · Mistrzostwo                                                       | II miejsce                                                 | 0    |                     |
| · Mistrzostwo                                                       | III miejsce                                                | 1    | 1990 (nieoficjalne) |
| Puchar                                                              | zdobywca                                                   | 0    |                     |
| Puchar                                                              | finalista                                                  | 0    |                     |
| II liga                                                             | I miejsce                                                  | 0    |                     |
| II liga                                                             | II miejsce                                                 | 0    |                     |
| II liga                                                             | III miejsce                                                | 0    |                     |
| Ukraina                                                             | Zdobyte trofea w rozgrywkach Ukrainy (stan na: 31-05-2019) |      |                     |

## Struktura klubu

### Stadion
Klub rozgrywał swoje mecze domowe w Hali SK SKA we Lwowie. Pojemność: 500 miejsc siedzących.